# Saraina
Saraina  (лат.) — род аранеоморфных пауков из семейства пауков-скакунов (Salticidae). Обитают в Западной Африке.

## Описание
Самцы имеют длину около 4-5 мм (головогрудь 2-3 мм, брюшко около 1,4 — 2,5 мм), самки крупнее — до 9 мм. Окраска тела желтовато-коричневая. По своему строению копулятивные органы уникальны среди всех родов пауков-скакунов.

## Систематика
Положение рода в пределах семейства остается неясным (Incertae sedis). По строению основания хелицер обоих полов и по копулятивным органам самок этот род напоминает некоторых представителей подсемейства Euophryinae (Wanless and Clark 1975, pp. 288–289), в то время как по строению копулятивных органов самцов он более сходен с некоторыми представителями подсемейства Thiodininae. Род включает 3 вида.
- Saraina deltshevi Azarkina, 2009 — Демократическая Республика Конго и Республика Конго. Своё название вид получил в честь болгарского арахнолога профессора Христо Делчева.
- Saraina kindamba Azarkina, 2009 — Республика Конго. Своё имя вид получил по названию типовой местности (Kindamba).
- Saraina rubrofasciata Wanless & Clark, 1975 — Кот д'Ивуар, Камерун и Нигерия.